# Ламбертова конформна конична проекция
Ламбертовата конформна конична проекция (LCC) е конична картографска проекция, често използвана в авиационните карти. Основа е на много национални и регионални геодезични координатни системи в целия свят.

## Характеристики
- конична
- конформна
- паралелите са неравномерно разположени сегменти от концентрични окръжности. По-близко разположени са в центъра на картата
- меридианите са равномерно разположени радиуси на същите окръжности. Следователно те пресичат паралелите под прав ъгъл
- мащабът е верен по дължината на стандартните паралели (или по единствения стандартен паралел)
- полюсът в хемисферата, където е разположен стандартния паралел, е точка. Противоположният полюс не може да бъде изобразен, тъй като е в безкрайността[1]

Проекцията обвива с конус референтния елипсоид (земната сфера) и проектира земната повърхнина конформно (запазвайки ъглите) върху конуса. Конусът се развива и на паралела (окръжността), в който конуса е допирал сферата, се присвоява мащаб. Този паралел се нарича референтен или стандартен. Възможна е вариация на проекцията при която конусът не се допира до елипсоида, а го сече в два близки стандартни паралела. В този случай мащабът между двата стандартни паралела намалява, а извън тях се увеличава.

## История
Тя е първата от седемте проекции, предложени от швейцарския енциклопедист Йохан Ламберт във фундаменталния му труд Anmerkungen und Zusätze zur Entwerfung der Land – und Himmelscharten
Въпреки по-късната си публикация, предпочитаната конична проекция през 18-и и 19 век остава Еквивалентната конична проекция на Алберс, вероятно заради нейното по-добро предаване на площите. В началото на 20 век Ламбертовата конформна конична проекция започва да се ползва все по-често в картни материали на американския USC & GS. По същото време неин вариант е приет за официален във Франция. Това дава начало на масовото ѝ разпространение по света.

## Приложение

### По света
Карти в Ламбертова конформна конична проекция се използват в авиацията, защото начертана права линия между две точки на такава карта се доближава до оптималния маршрут по ортодромията за типичните полетни дистанции.
Американските VFR-карти се базират на LCC при стандартни паралели 44°N и 49°N. Европейската агенция по околната среда препоръчва ползването на LCC под името „ETRS89-LCC“ за картиране в Европа при мащаби 1:500 000 и по-дребни. Официалната проекция на континентална Франция е LCC под името „Lambert-93“ със стандартни паралели 44°N и 49°N. Индийската национална пространствена мрежа използва датум WGS84 и LCC проекция.

### В България

#### Координатна система 1970
Българската „Координатна система 1970“ е дефинирана през 1969 г. от полк. д-р инж. К. Лесидренски изключително за гражданска употреба. Целта е била да се отдели цивилното картно производство от официалната държавна геодезическа система, която да остане „скрита“ само за военно приложение. Дефиниционните параметри на КС1970 са проектирани в условия на пълна секретност и остават неизвестни и до днес. Известно е, че четирите застъпващи се зони (К-3, К-5, К-7 и К-9) са независимо проектирани в Ламбертова конформна конична проекция с един стандартен паралел, с по 7 независими параметъра за всяка зона (общо 28 параметъра):
- две координати (φi, λi)50 за начало на зоната
- две транслации Δφ, Δλ и една ротация ΔA
- две транслации ΔX, ΔY

Използвана е съвместно с височинна система "Балтийска". 

#### Българска геодезическа система 2000 (БГС 2000)
Приета е с Постановление на МС № 140 от 04.06.2001 г. за определяне на Българска геодезическа система 2000 и въвежда европейската геодезическа координатна система ETRF-89, (съвместима със световната  GRS80, сходна с WGS84), като използва Ламбертовата конформна конична проекция, съгласно чл. 1, ал. 2, т. 3 от постановлението.

#### Българска геодезическа система 2005 (БГС 2005)
Българска геодезическа система 2005 (БГС 2005) видоизменя и замества БГС 2000. Приета е с Постановление на Министерски съвет № 153 от 29 юли 2010 г. за „Въвеждане на „Българска геодезическа система 2005”. Изоставя се Ламбертовата проекция, тъй като с Наредба № 2 от 2010 г., която детайлизира постановлението, се въвежда Универсална напречна цилиндрична проекция на Меркатор (Universal Transverse Mercator - UTM), и въведената чрез нея система от правоъгълни равнинни координати проекция, която е универсална и глобална. БГС 2005 синхронизира координатната система с ETRS89, реализация ETRF2000, епоха 2005.

### Други
Едно от последните съвременни приложения на Ламбертовата конформна конична проекция е при изработка на геоложки карти на средните географски ширини на Луната в мащаб 1:1 000 000, както и за някои карти на Меркурий, Марс и спътниците на Юпитер

## Деформации
Проекцията дава най-добри резултати при картиране на обекти с удължена форма в направление изток-запад в средните географски ширини. Предава приблизително точно формата на обектите, но изкривява площите. В близост до и по стандартните паралели формите и площите се предават точно. Между двата стандартни паралела площите са по-малки от реалните, извън тях – по-големи. Локалните ъгли се съхраняват по цялата площ на картата.

## Трансформация

### За сфероид
Координати от сферична геодезическа референтна система (датум) може да се трансформират към Декартови координати в Ламбертова конформна конична проекция със следните формули:

| {\displaystyle {\begin{aligned}x&=\rho \sin \left[n\left(\lambda -\lambda _{0}\right)\right]\end{aligned}}} | \| \| \| \| \| \| \| \| | (1.1) |
| |                         |       |
| |                         |       |

| {\displaystyle {\begin{aligned}y&=\rho _{0}-\rho \cos \left[n\left(\lambda -\lambda _{0}\right)\right]\end{aligned}}} | \| \| \| \| \| \| \| \| | (1.2) |
| |                         |       |
| |                         |       |
където
{\displaystyle {\begin{aligned}\lambda \end{aligned}}} – е географската дължина
{\displaystyle {\begin{aligned}\lambda _{0}\end{aligned}}} – е референтната географска дължина
{\displaystyle {\begin{aligned}\varphi \end{aligned}}} – е географската ширина
{\displaystyle {\begin{aligned}\varphi _{0}\end{aligned}}} – е референтната географска ширина
{\displaystyle {\begin{aligned}\varphi _{1},\varphi _{2}\end{aligned}}} – са географските ширини на стандартните паралели

| {\displaystyle {\begin{aligned}n&={\frac {\ln \left(\cos \varphi _{1}\sec \varphi _{2}\right)}{\ln \left[\tan \left({\frac {1}{4}}\pi +{\frac {1}{2}}\varphi _{2}\right)\cot \left({\frac {1}{4}}\pi +{\frac {1}{2}}\varphi _{1}\right)\right]}}\end{aligned}}} | \| \| \| \| \| \| \| \| | (1.3) |
| |                         |       |
| |                         |       |

| {\displaystyle {\begin{aligned}\rho &=F\cot ^{n}\left({\tfrac {1}{4}}\pi +{\tfrac {1}{2}}\varphi \right)\end{aligned}}} | \| \| \| \| \| \| \| \| | (1.4) |
| |                         |       |
| |                         |       |

| {\displaystyle {\begin{aligned}\rho _{0}&=F\cot ^{n}\left({\tfrac {1}{4}}\pi +{\tfrac {1}{2}}\varphi _{0}\right)\end{aligned}}} | \| \| \| \| \| \| \| \| | (1.5) |
| |                         |       |
| |                         |       |

| {\displaystyle {\begin{aligned}F&={\frac {\cos \varphi _{1}\tan ^{n}\left({\frac {1}{4}}\pi +{\frac {1}{2}}\varphi _{1}\right)}{n}}\end{aligned}}} | \| \| \| \| \| \| \| \| | (1.6) |
| |                         |       |
| |                         |       |
При единствен стандартен паралел (т.е. φ1 = φ2), формулата за n горе е неопределена и може да се приеме, че n = sin(φ1).

### За сфероид, обратна
При известни:
{\displaystyle \varphi _{1},\varphi _{2},\varphi _{0},\lambda _{0},x,y,n} от ур. 1.3{\displaystyle ,F} от ур. 1.6 и {\displaystyle \rho _{0}} от ур. 1.5

| {\displaystyle \varphi =2\arctan \left(F/\rho \right)^{\frac {1}{n}}-\pi /2} | \| \| \| \| \| \| \| \| | (2.1) |
|                                                                              |                         |       |
|                                                                              |                         |       |

| {\displaystyle \lambda =\theta /n+\lambda _{0}} | \| \| \| \| \| \| \| \| | (2.2) |
|                                                 |                         |       |
|                                                 |                         |       |
където

| {\displaystyle \rho =\pm \left[x^{2}+\left(\rho _{0}-y\right)^{2}\right]^{\frac {1}{2}}{\text{ ,взема знака на }}n} | \| \| \| \| \| \| \| \| | (2.3) |
| |                         |       |
| |                         |       |

| {\displaystyle \theta =\arctan \left[x/\left(\rho _{0}-y\right)\right]} | \| \| \| \| \| \| \| \| | (2.4) |
|                                                                         |                         |       |
|                                                                         |                         |       |

### За елипсоид
При известни:
{\displaystyle a,e,\varphi _{1},\varphi _{2},\varphi _{0},\lambda _{0},\varphi {\text{ и }}\lambda }

| {\displaystyle x=\rho \sin \theta } | \| \| \| \| \| \| \| \| | (3.1) |
|                                     |                         |       |
|                                     |                         |       |

| {\displaystyle y=\rho _{0}-\rho \cos \theta } | \| \| \| \| \| \| \| \| | (3.2) |
|                                               |                         |       |
|                                               |                         |       |

| {\displaystyle k=\rho n/\left(am\right)} | \| \| \| \| \| \| \| \| | (3.3) |
|                                          |                         |       |
|                                          |                         |       |

| {\displaystyle =m_{1}t^{n}/\left(mt_{1}^{n}\right)} | \| \| \| \| \| \| \| \| | (3.4) |
|                                                     |                         |       |
|                                                     |                         |       |
където

| {\displaystyle \rho =aFt^{n}} | \| \| \| \| \| \| \| \| | (3.5) |
|                               |                         |       |
|                               |                         |       |

| {\displaystyle \theta =n\left(\lambda -\lambda _{0}\right)} | \| \| \| \| \| \| \| \| | (3.6) |
|                                                             |                         |       |
|                                                             |                         |       |

| {\displaystyle \rho _{0}=aFt_{0}^{n}} | \| \| \| \| \| \| \| \| | (3.7) |
|                                       |                         |       |
|                                       |                         |       |

| {\displaystyle n={\frac {\ln m_{1}-\ln m_{2}}{\ln t_{1}-\ln t_{2}}}} | \| \| \| \| \| \| \| \| | (3.8) |
|                                                                      |                         |       |
|                                                                      |                         |       |

| {\displaystyle m={\frac {\cos \varphi }{\left(1-e^{2}\sin ^{2}\varphi \right)^{\frac {1}{2}}}}} | \| \| \| \| \| \| \| \| | (3.9) |
|                                                                                                 |                         |       |
|                                                                                                 |                         |       |

| {\displaystyle t={\frac {\tan \left({\frac {1}{4}}\pi -{\frac {1}{2}}\varphi \right)}{\left[{\frac {1-e\sin \varphi }{1+e\sin \varphi }}\right]^{\left({\frac {1}{2}}e\right)}}}} | \| \| \| \| \| \| \| \| | (3.10) |
| |                         |        |
| |                         |        |
или

| {\displaystyle =\left[\left({\frac {1-\sin \varphi }{1+\sin \varphi }}\right)\left({\frac {1+e\sin \varphi }{1-e\sin \varphi }}\right)^{e}\right]^{\frac {1}{2}}} | \| \| \| \| \| \| \| \| | (3.10a) |
| |                         |         |
| |                         |         |

| {\displaystyle F=m_{1}/\left(nt_{1}^{n}\right)} | \| \| \| \| \| \| \| \| | (3.11) |
|                                                 |                         |        |
|                                                 |                         |        |
В ур. 3.9{\displaystyle m} и {\displaystyle \varphi } се индексират с еднакви индекси 1, 2 или без индекс.
В ур. 3.10{\displaystyle t} и {\displaystyle \varphi } се индексират с еднакви индекси 0, 1, 2 или без индекс за заместване в ур. 3.4, ур. 3.5 и ур. 3.8.

### За елипсоид, обратна
При известни:
{\displaystyle a,e,\varphi _{1},\varphi _{2},\varphi _{0},\lambda _{0},\varphi {\text{ и }}\lambda }
{\displaystyle n,F{\text{ и }}\rho _{0}} се изчисляват съответно по ур. 3.8, ур. 3.11 и ур. 3.7

| {\displaystyle \varphi =\pi /2-2\arctan \left\{t\left[{\frac {\left(1-e\sin \varphi \right)}{\left(1+esin\varphi \right)}}\right]^{\left({\frac {1}{2}}e\right)}\right\}} | \| \| \| \| \| \| \| \| | (4.1) |
| |                         |       |
| |                         |       |
където

| {\displaystyle t=\left(\rho /aF\right)^{\frac {1}{n}}} | \| \| \| \| \| \| \| \| | (4.2) |
|                                                        |                         |       |
|                                                        |                         |       |

| {\displaystyle \rho =\pm \left[x^{2}+\left(\rho _{0}-y\right)^{2}\right]^{\frac {1}{2}}{\text{ ,взема знака на }}n} | \| \| \| \| \| \| \| \| | (4.3) |
| |                         |       |
| |                         |       |

| {\displaystyle \lambda =\theta /n+\lambda _{0}} | \| \| \| \| \| \| \| \| | (4.4) |
|                                                 |                         |       |
|                                                 |                         |       |

| {\displaystyle \theta =\arctan \left[x/\left(\rho _{0}-y\right)\right]} | \| \| \| \| \| \| \| \| | (4.5) |
|                                                                         |                         |       |
|                                                                         |                         |       |
Ако {\displaystyle n} е отрицателно, знаците на {\displaystyle x,y} и {\displaystyle \rho _{0}} се обръщат.
За изчисляването на ур. 4.1 се използва сходящ итеративен алгоритъм: Изчислява се {\displaystyle t} по ур. 4.2. След това, използвайки начално {\displaystyle \varphi =\left(\pi /2-2\arctan t\right)} за дясната част на ур. 4.1, се изчислява {\displaystyle \varphi } вляво. Изчисленото {\displaystyle \varphi } се замества вдясно и калкулацията на ур. 4.1 се повтаря. Итеративният алгоритъм приключва когато изчисленото {\displaystyle \varphi } при текущата и предишната стъпка са еднакви.